# Walter Geyerhahn
Walter Geyerhahn (geboren 17. März 1912 in Wien, Österreich-Ungarn; gestorben 1. Dezember 1990 in Rio de Janeiro) war ein brasilianischer Buchhändler und Verleger.

## Leben
Walter Geyerhahn war ein Sohn des Kaffeeimporteurs Norbert Geyerhahn und der Emmi Geyerhahn. Er absolvierte die Handelsakademie und trat in den „Kaffee-Import-Handel Hollindia“ ein. 1935 emigrierte er mit seinem Vater und seinem Bruder Stefan nach Brasilien. Sie gründeten dort mit dem Buchhändler Erich Eichner die Buchhandlung und Antiquariat „Livraria Kosmos“ mit Verlag und Buchvertrieb. Zweigstellen in São Paulo und Porto Alegre kamen hinzu und schufen ein überregionales Buchhandelsunternehmen. Er eröffnete auch eine Kunstgalerie unter dem Namen „Astrea“. Walter Geyerhahn wird unter den Vorbesitzern eines Aquarells von Egon Schiele genannt, das 2021 an die Erben des im KZ Auschwitz ermordeten Heinrich Rieger restituiert wurde.
Geyerhahn heiratete 1941 die Brasilianerin Heloisa Leonie Moya. Nach Kriegsende erhielt er die brasilianische Staatsbürgerschaft. Er gründete 1945 zusammen mit seinen Partnern die Associação Brasileira de Liveiros Antiquarios (ABLA) und war deren Präsident, sie wurde 1954 Mitglied der International League of Antiquarian Booksellers (ILAB). Er war weiterhin Mitglied der International Association of Secondhand Booksellers, der International Association of Retail-Booksellers und wurde auch Mitglied im Verband der Antiquare Österreichs. 
Geyerhahn war Parlamentarier im Regionalparlament von Guanabara.   